# Francisco Lupicini

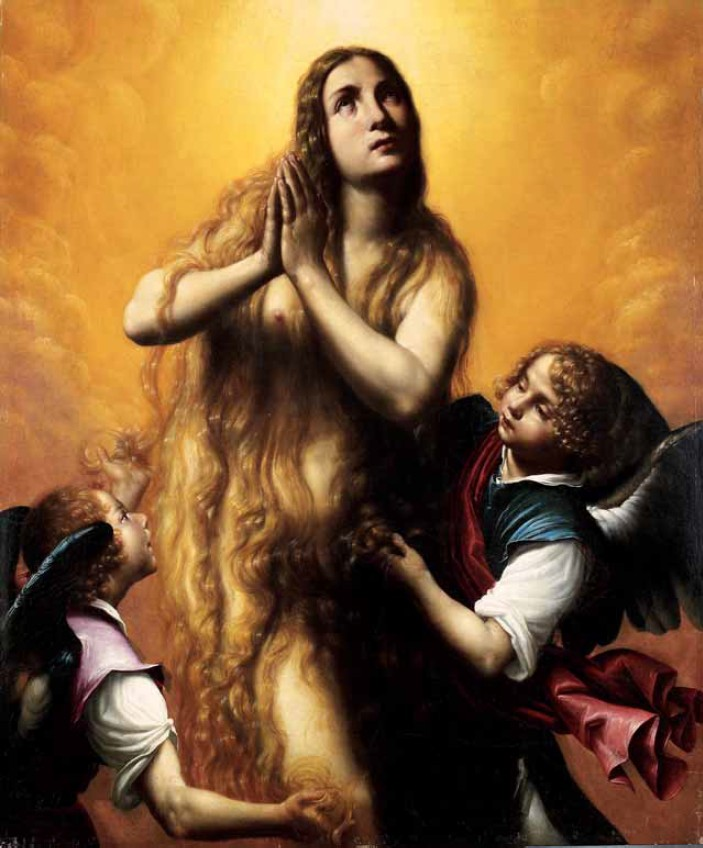
Asunción de María Magdalena (h. 1630)

Francesco Lupicini o Francisco Lupicini o Lupicino (Florencia, h. 1590 - Zaragoza, después de 1656) fue un pintor italiano activo en Zaragoza.
Formado en la escuela barroca florentina bajo la influencia de Cigoli y Cristofano Allori, a Francesco Lupicini podemos atribuir de su primera época el lienzo La caída del maná de la iglesia del Carmen de Pistoia, finalizada en las navidades de 1625 y una Marta y María que se encuentra en el Museo de Historia del Arte de Viena y que ya figuraba en la colección del Archiduque Leopoldo Guillermo de Austria en 1659 a nombre de este pintor. De estilo muy similar es una Asunción de María Magdalena, que muestra los rasgos de la escuela de Florencia con su primacía del dibujo sobre la riqueza del colorido. 
Desde 1630 se documenta activo en Zaragoza, donde se le encargan las pinturas del desaparecido retablo mayor del convento de San Agustín
Según Lázaro Díaz del Valle: «Vivió y murió en Zaragoza dejando gran fama de su nombre por sus muchas y excelentes obras que hizo en aquella ciudad y reino de Aragón».
Su trabajo más relevante fue la pintura del retablo de la Capilla de Santa Elena, de Nuestra Señora del Carmen o del Santísimo Sacramento de la Catedral del Salvador de Zaragoza. En esta obra Lupicini ha asimilado el estilo tenebrista en la línea de Federico Barocci. 
En octubre de 1655 contrató con el gremio de carpinteros de Zaragoza la pintura de seis cuadros para su capilla de la Cofradía de San José en la basílica de Santa Engracia, de la que Lupicini era parroquiano. El contrato especificaba que sus temas había de ser el Nacimiento, la Adoración de los Reyes, la Disputa con los doctores y el Tránsito de san José más otros dos óleos algo menores con los Desposorios y San José trabajando en el taller. Las pinturas, sin embargo, no debió de realizarlas pues pocos años después, en 1661, el gremio contrató de nuevo el trabajo con Vicente Tió, Diego de Escobar y Juan Montero. También se atribuyen a este artífice dos obras (una Anunciación y un Ecce Homo) de la Cartuja de Aula Dei de esta misma ciudad. Firmó su testamento en Zaragoza el 21 de agosto de 1656, pero un documento posterior, de noviembre de 1666, da noticia del pago de 300 libras jaquesas por el cuadro del retablo mayor de la iglesia del desaparecido convento de San Lázaro, para el que también pintó una Adoración de los Reyes, un cuadro del arcángel San Miguel, y otros de santos Felipe Neri, Tomás de Villanueva y Pedro Nolasco.